# W Austin Hotel & Residences
W Austin Hotel & Residences est un gratte-ciel situé à Austin au Texas, États-Unis, dont la construction s'est achevée en 2010. 
Il est le quatrième plus haut gratte-ciel de la ville d'Austin. L'immeuble mesure 145 mètres et possède 37 étages. Le bâtiment compte 250 unités d'hôtel et 159 condominiums.
L'immeuble fut dessinée par la firme d'architecte Andersson-Wise Architects.